# Oligonychus sapienticolus
Oligonychus sapienticolus är en spindeldjursart som beskrevs av Gupta 1976. Oligonychus sapienticolus ingår i släktet Oligonychus och familjen Tetranychidae. Inga underarter finns listade i Catalogue of Life.